# Ernst Brinck

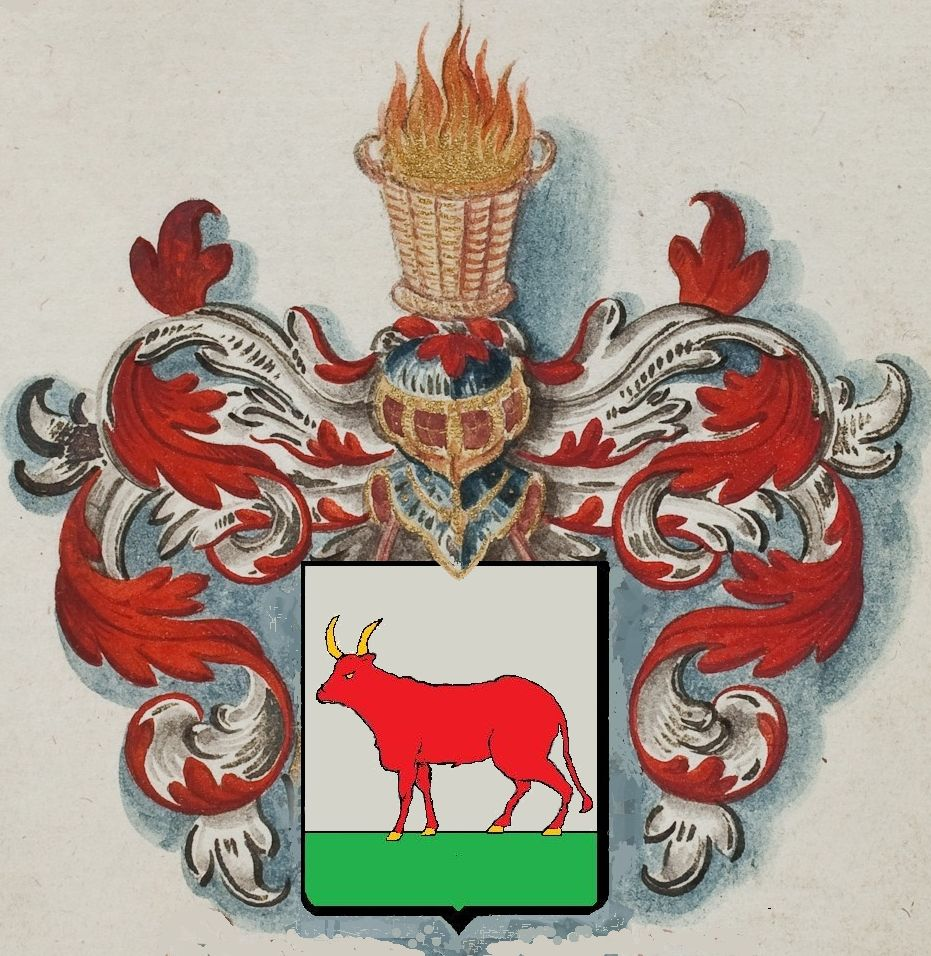
Reconstructie wapen van Ernst Brinck gebaseerd op het wapen van Van Domseler.

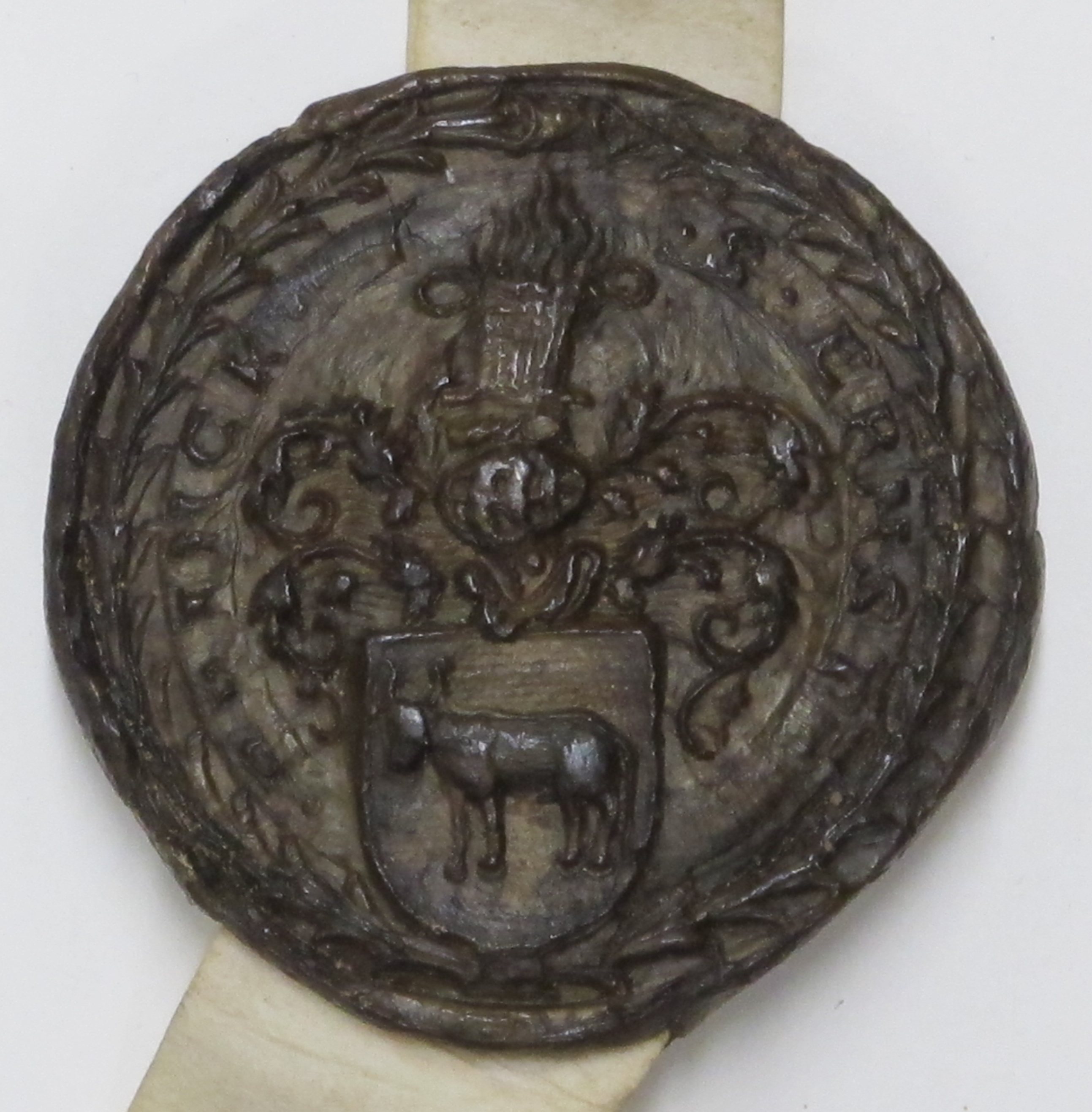
Zegel Ernst Brinck, Streekarchivariaat Noordwest-Veluwe, archief Burgerweeshuis Harderwijk (1555-1932) inv.nr. 120.

Ernst Brinck (Durlach, 1582 - Harderwijk, 4 december 1649) was een Nederlandse taalkundige. Hij was bibliothecaris van het illuster gymnasium, later de Gelderse Academie te Harderwijk. Daarnaast was hij burgemeester van Harderwijk.

## Biografie

### Jeugd
Ernst Brinck is in 1582 geboren in Durlach, het huidige Karlsruhe in Baden-Durlach (D) als zoon van Alphert Brinck junior en Christina Böss. Zijn vader is in Harderwijk geboren en ontvluchtte deze stad na de Beeldenstorm in 1566. In 1595 keert Alphert met drie kinderen, Ernst, Johan Alphert en Elisabeth, terug naar Harderwijk. Moeder Christina is waarschijnlijk kort voor 1587 overleden. De jonge Ernst maakt van zijn reis van Durlach naar Harderwijk aantekeningen van bezienswaardigheden en wetenswaardigheden die hij onderweg tegenkomt.

### Studie
Ernst bezoekt in Harderwijk waarschijnlijk het illuster gymnasium. In 1597 gaat hij vermoedelijk in Leiden studeren. In 1602 vertrekt de dan 19-jarige Ernst naar Parijs, waar hij gaat studeren bij o.a. Isaac Casaubon (1559-1614). Na negen maanden neemt hij voor eenzelfde periode dienst in de lijfwacht van de Franse koning Hendrik IV (1553-1610). Ernst is een groot bewonderaar van Hendrik IV en tekent tal van uitspraken van de koning op. Nog in 1647 draagt hij er zorg voor dat in de raadzaal van Harderwijk een portret van de koning wordt opgehangen.

### Eerste Grand Tour
Vanuit Parijs bezoekt Ernst een aantal plaatsen zoals Rouen, Saint-Denis en Fontainebleau en doet uitgebreid verslag van wat hij daar ziet en hoort. In 1604 keert hij via een grote omweg terug naar Harderwijk waar hij op 24 augustus arriveert. Onderweg bezoekt hij o.a. Genève, Savoye, Bazel en Straatsburg. Hij bezoekt ook zijn geboortegrond in Durlach. Via Heidelberg en Keulen bereikt hij uiteindelijk de Nederlanden weer. Een groot deel van zijn terugreis legt hij, de Rijn afzakkend, per boot af. In juli en augustus 1607 bezoekt hij samen met Otto van Speulde Plymouth, Windsor en Londen in Engeland. Hij ontmoet daar, op voorspraak van de historicus Johannes Isacus Pontanus enkele geleerden waaronder Emanuel van Meteren. In september is hij in Leiden.

### Constantinopel
Ernst is bibliothecaris van het illuster gymnasium te Harderwijk. In 1612 wordt hij benoemd tot rentmeester van Harderwijk. Nog datzelfde jaar vertrekt hij naar Constantinopel, het huidige Istanbul, om daar als secretaris de eerste Nederlandse consul aldaar, Cornelis Haga (1578-1654), te dienen. Op zijn zeereis daarnaartoe begeleidt hij een grote hoeveelheid geschenken van de Staten Generaal voor de Turkse Sultan. Hij arriveert in april 1613 in Constantinopel. Gedurende zijn verblijf in het Turkse Rijk houdt Brinck notities bij van alles wat hij wetenswaardig vindt. Gedetailleerd zijn zijn beschrijvingen van audiënties en gebruiken bij de Porte, het hof van sultan Ahmet I.

### Tweede Grand Tour
Al in augustus 1613 verlaat Ernst Constantinopel weer. Na een verblijf van een maand in Smyrna, nu Izmir, vaart hij naar Napels in Italië . Van hieruit begint hij een lange rondreis door Europa. In Rome ontmoet hij Paus Paulus V, in Florence bezoekt hij Galileo Galilei. De jaarwisseling 1613-1614 viert hij in Wenen. In januari 1614 vervolgt hij zijn terugreis via Dresden, Leipzig, Wittenberg, Helmstadt, Brunswijk, Lüneburg, Hamburg, Bremen, Zwolle en Kampen. Het laatste stukje van Kampen naar Harderwijk legt hij over het ijs van de dan bevroren Zuiderzee af. Begin februari 1615 is hij weer thuis.

### Burgemeester en bibliothecaris
In 1618 wordt Ernst Brinck weer benoemd tot rentmeester van Harderwijk. Twee jaar later volgt hij zijn in 1617 overleden vader op als schepen en burgemeester van deze stad. Een functie die hij tot zijn dood in 1649 zal bekleden. Na een verloving in 1617 met de voortijdig overleden burgemeestersdochter Bertha van Wenckum, huwt hij op 23 oktober 1623 Gellia van Keppel. Het paar krijgt in 1624 een kind, Lodewijk. Gellia overlijdt in mei 1625 aan de pest.
Gedurende zijn leven legt Ernst Brinck contact met tal van wetenschappers en politieke beroemdheden. Zijn in de Koninklijke Bibliotheek bewaard gebleven vriendenalbums (albi amicori) staan vol met hun bijdragen. Brinck werd geroemd om zijn enorme talenkennis en om de uitgebreide verzamelingen in zijn rariteitenkabinet of museum. Zijn collectie was internationaal bekend. Brinck zal ongetwijfeld een belangrijke bijdrage hebben geleverd aan de verheffing van het Harderwijker illuster gymnasium tot universiteit. Brinck was de eerste bibliothecaris van deze Gelderse Academie. Ernst Brinck overlijdt op 4 december 1649 aan een "schielijke flauwte". Hij wordt in de Grote Kerk in Harderwijk begraven. Zijn graf is in 1797 verloren gegaan met de instorting van de kerktoren.

### Nalatenschap

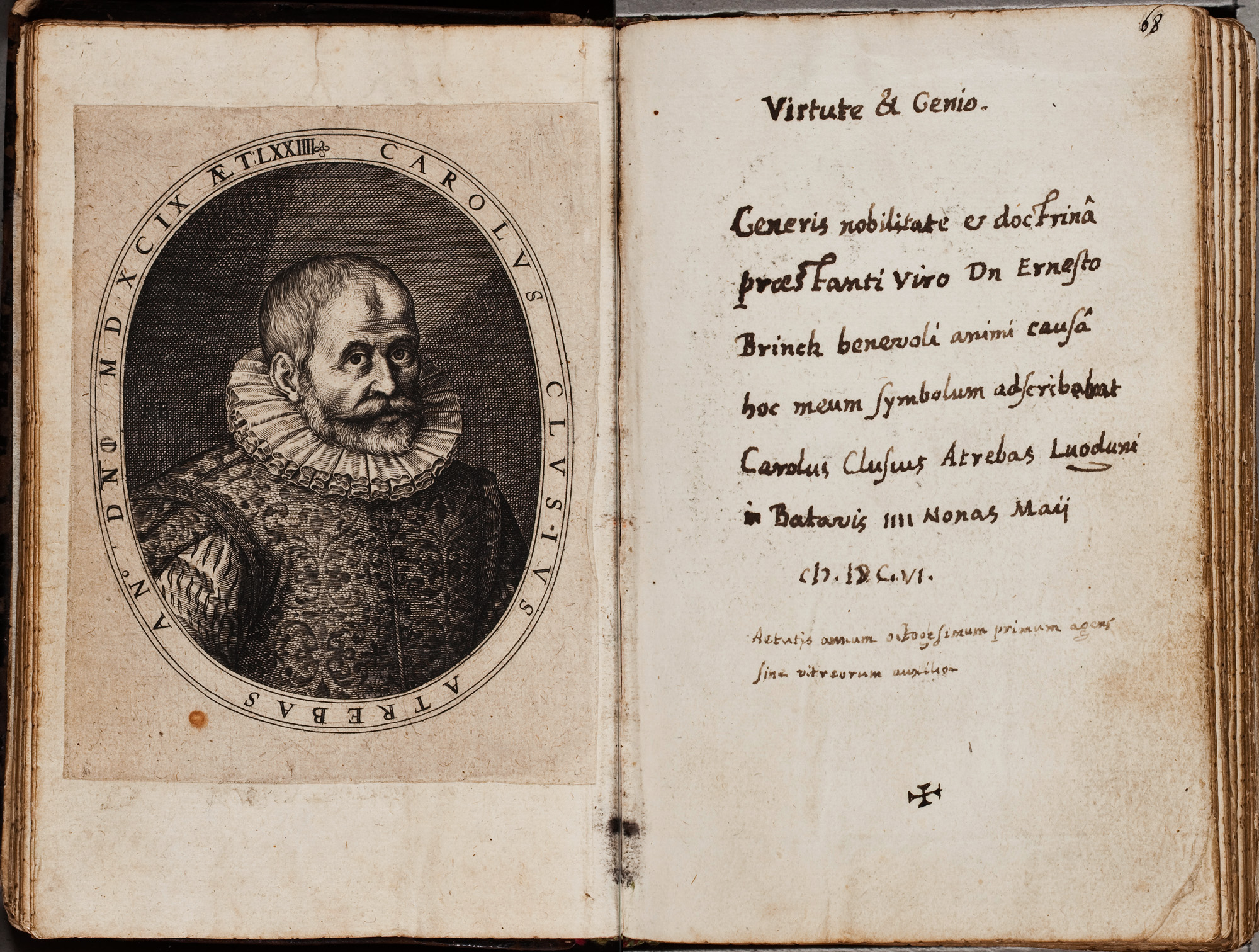
Bijdrage van de geleerde Carolus Clusius in het Album amicorum van Ernst Brinck.

Ernst Brinck heeft voor zover bekend geen publicaties nagelaten. Hij had wel de intentie om te publiceren, maar is daar nooit aan toegekomen. Zijn veelzijdige aantekeningen over talen, gebeurtenissen, steden, mensen, planten en dieren zijn in de vorm van ruim 50 boekjes bewaard gebleven in het Stadsarchief van Harderwijk. In zijn Memorabilia hield hij een soort dagboek bij. Bijzonder is zijn Album amicorum, waarvan hij er drie had. Tijdens zijn reizen liet hij daarin belangrijke personen uit zijn tijd een korte bijdrage schrijven. Onder meer Galilei schreef er een bijdrage.
Van zijn uitgebreide collecties prenten, penningen, mineralen, artefacten en preparaten van dieren is niets bewaard gebleven. De inhoud van zijn rariteitenkabinet valt echter deels te reconstrueren middels zijn aantekeningen. Ook zijn uitgebreide persoonlijke bibliotheek lijkt in het niets te zijn opgegaan.
- Bibliothèque nationale de France: cb17816909r (data)
- Biografisch Portaal: 16251725
- Digitale Bibliotheek voor de Nederlandse Letteren: brin028
- Gemeinsame Normdatei: 122150139
- International Standard Name Identifier: 0000 0000 1546 5514
- Nederlandse Thesaurus van Auteursnamen: 070450811
- Virtual International Authority File: 8261528
- WorldCat: E39PBJfx7JTXP6X6KmhDdxM9Dq